# 가라지
가라지(Decapterus maruadsi)는 전갱이목 전갱이과에 속하는 어류이다. 몸길이는 보통 30cm이나 크게 자라면 60cm까지 자라고 몸 무게는 20kg가 되는 중형 어류에 속한다.

## 특징과 먹이
가라지는 체고가 낮고 몸은 방추형이며 옆으로 납작하며 양턱에 미세한 이빨이 나있다. 산란기는 5월~8월로 주로 여름이 산란기이며 수심 10~30m사이의 연안에 주로 산란한다. 등지르러미는 2개이고 제2등지러미는 기저의 길이가 매우 길고 3번째 가시가 매우 길며 꼬리자루의 등쪽과 배쪽에 1개씩의 토막 지느러미가 있다. 눈은 크며 잘 발달된 기름눈까플을 가지고 입은 작으며 위턱과 뒤끝은 눈의 앞가장자리에 달한다. 입은 전방으로 산출이 가능하며 또한 가슴지느러미는 길게 발달하여 끝이 제2지느러미의 기부에 달한다. 측선은 제2등지느러미 앞쪽에 1/3지점까치 치우쳐져 있으며 뻗어 있고 그 이후로 완만한 곡선을 그리면서 체측의 중앙으로 내려와 꼬리지느러미에 달한다. 일직선 형태가 되는 지점에서 모비늘이 발달되기 시작하고 몸과 머리는 작은 빗비늘로 덮여 있지만 머리에는 두 눈 부위의 앞쪽으로 비늘이 없다. 측선을 경계로 몸은 짙은 청색을 띠며 배쪽은 은백색을 띈다. 주새개골의 윗부분은 검고 모든 지느러미는 연한 갈색을 띠거나 무색투명하다. 식용이 가능한 어종이며 주로 어획시기는 6월~12월이 되며 성어기는 10월~12월로 선망어업과 정치망어업에 의하여 어업된다. 먹이로는 젓새우류와 같은 요각류 등의 갑각류와 작은 물고기랑 다른 물고기의 치어를 주로 먹는다.

## 분포
가라지의 서식지는 태평양의 서부 지역들이 주된 서식지로서 대만, 동중국해, 마리아나 제도, 일본의 남부 지역과 대한민국의 남부 지역에 주로 서식한다. 연안수의 연안에 강한 해역에 주로 서식하는 어종이며 난류지역에선 어획이 되지 않는다. 수심은 0~120m사이의 표해수층에서 주로 서식하는 표해수층의 어류이다.